# Albano Olivetti
Albano Olivetti (Haguenau, 24 november 1991) is een Franse tennisspeler. Hij heeft nog geen ATP-toernooi gewonnen. Wel deed hij al mee aan Grand Slams. Hij heeft acht challengers in het dubbelspel op zijn naam staan.

## Palmares dubbelspel
| Legenda                       | Legenda               |
| ----------------------------- | --------------------- |
| Grand Slam                    |                       |
| Olympische Spelen             |                       |
| tot 2009                      | vanaf 2009            |
| Tennis Masters Cup            | ATP Finals            |
| ATP Masters Series            | ATP Tour Masters 1000 |
| ATP International Series Gold | ATP Tour 500          |
| ATP International Series      | ATP Tour 250          |

| Nr.                              | Datum            | Toernooi        | Ondergrond    | Partner               | Tegenstanders in finale                  | Score                | Details |
| -------------------------------- | ---------------- | --------------- | ------------- | --------------------- | ---------------------------------------- | -------------------- | ------- |
| Verloren finales herendubbel     |                  |                 |               |                       |                                          |                      |         |
| 1.                               | 18 juli 2021     | ATP Båstad      | Gravel        | Andre Begemann        | Sander Arends David Pel                  | 4–6, 2–6             | Details |
| 2.                               | 12 februari 2023 | ATP Montpellier | Hardcourt (i) | Maxime Cressy         | Robin Haase Matwé Middelkoop             | 6-7(4), 6-4, [6-10]  | details |
| Gewonnen challengers herendubbel |                  |                 |               |                       |                                          |                      |         |
| 1.                               | 27 maart 2012    | Le Gosier       | Hardcourt     | Pierre-Hugues Herbert | Paul Hanley Jordan Kerr                  | 7-5, 1-6, [10-7]     |         |
| 2.                               | 8 september 2013 | Saint-Rémy      | Hardcourt     | Pierre-Hugues Herbert | Marc Gicquel Josselin Ouanna             | 6-3, 6-7(5), [15-13] |         |
| 3.                               | 16 februari 2014 | Quimper         | Hardcourt (I) | Pierre-Hugues Herbert | Toni Androić Nikola Mektić               | 6-4, 6-3             |         |
| 4.                               | 21 februari 2016 | Wrocław         | Hardcourt (I) | Pierre-Hugues Herbert | Antonio Sancic Nikola Mektić             | 6-3, 7-6(4)          |         |
| 5.                               | 6 maart 2016     | Quimper         | Hardcourt (I) | Tristan Lamasine      | Toni Androić Nikola Mektić               | 6-2, 4-6, [10-7]     |         |
| 6.                               | 24 juli 2016     | Recanati        | Hardcourt     | Kevin Krawietz        | Ruben Bemelmans Adrián Menéndez Maceiras | 6-3, 7-64            |         |
| 7.                               | 6 november 2016  | Eckental        | Tapijt (I)    | Kevin Krawietz        | Roman Jebavý Andrej Martin               | 6-78, 6-4, [10-7]    |         |
| 8.                               | 13 november 2016 | Urtijëi         | Hardcourt (I) | Kevin Krawietz        | Frank Dancevic Marko Tepavac             | 6-4, 6-4             |         |

## Prestatietabellen
| Legenda | Legenda                          |
| ------- | -------------------------------- |
| g.t.    | geen toernooi gehouden           |
| l.c.    | lagere categorie                 |
| –       | niet deelgenomen                 |
| G       | uitgeschakeld in de groepsfase   |
| 1R      | uitgeschakeld in de eerste ronde |
| 2R      | uitgeschakeld in de tweede ronde |
| 3R      | uitgeschakeld in de derde ronde  |
| 4R      | uitgeschakeld in de vierde ronde |
| KF      | uitgeschakeld in de kwartfinale  |
| HF      | uitgeschakeld in de halve finale |
| F       | de finale verloren               |
| W       | het toernooi gewonnen            |
| w-v     | winst/verlies-balans             |

### Prestatietabel (Grand Slam) enkelspel
| Grandslamtoernooien  |     |     |     |
| Australian Open      | –   | –   | –   |
| Roland Garros        | –   | 1R  | –   |
| Wimbledon            | –   | –   | 1R  |
| US Open              | 1R  | –   | –   |
| Statistieken         |     |     |     |
| Totaal aantal titels | 0   | 0   | 0   |
| Eindejaarsranking    | 249 | 300 | 326 |

### Prestatietabel (Grand Slam) dubbelspel
| Grandslamtoernooien  |     |     |     |     |     |     |     |     |      |     |    |    |
| Australian Open      | –   | –   | –   | –   | –   | –   | –   | –   | –    | –   | –  | 1R |
| Roland Garros        | 2R  | 1R  | 1R  | 1R  | 2R  | 1R  | –   | –   | 1R   | 1R  | 2R | 1R |
| Wimbledon            | –   | –   | –   | –   | –   | –   | –   | –   | g.t. | –   | –  | 1R |
| US Open              | –   | –   | –   | –   | –   | –   | –   | –   | –    | –   | –  | KF |
| Statistieken         |     |     |     |     |     |     |     |     |      |     |    |    |
| Totaal aantal titels | 0   | 0   | 0   | 0   | 0   | 0   | 0   | 0   | 0    | 0   | 0  | 0  |
| Eindejaarsranking    | 245 | 186 | 363 | 278 | 114 | 250 | 394 | 270 | 156  | 117 | 66 |    |